# Soyez mon mari
Pour plus de détails, voir Fiche technique et Distribution.
Soyez mon mari (Будьте моим мужем, Boudte moim moujem) est un film soviétique réalisé par Alla Sourikova, sorti en 1981,.

## Fiche technique
- Titre français : Soyez mon mari[3]
- Photographie : Grigori Belenki
- Musique : Viktor Lebedev
- Décors : Andreï Boutkevitch, David Vinitski
- Montage : M. Elian